# Polystachya waterlotii
Polystachya waterlotii är en orkidéart som beskrevs av André Guillaumin. Polystachya waterlotii ingår i släktet Polystachya och familjen orkidéer. Inga underarter finns listade i Catalogue of Life.